# Agrotis kerri
Agrotis kerri (englischer Trivialname: Kerr’s Noctuid Moth) ist ein ausgestorbener Schmetterling (Nachtfalter) aus der Familie der Eulenfalter (Noctuidae). Er war auf dem Atoll French Frigate Shoals in den Nordwestlichen Hawaii-Inseln endemisch.

## Merkmale
Agrotis kerri erreichte eine Flügelspannweite von 38 bis 42 Millimetern. Kopf und Thorax waren grau, wobei die Patagia (paarige Struktur auf dem Pronotum, die die Basis der Vorderflügel bedeckt) eine etwas bräunliche Tönung aufwiesen. Die Palpi waren an der Außenseite dunkel gesprenkelt. Die Fühler waren grau, die Beine hellgrau. Die Tibien und die Tarsen waren verdunkelt. Der Hinterleib war hellgrau und trug ein etwas gelbliches Analbüschel. Die Vorderflügel hatten eine bräunlich ockerfarbene bis graubraune Grundfarbe. Die Hinterflügel des Männchens waren hellgrau, die Flügeladern waren etwas graubraun. Die Hinterflügel des Weibchens waren hell graubraun und zur Basis hin etwas heller.

## Geographische Verbreitung, Lebensraum und Lebensweise
Agrotis kerri kam ausschließlich auf den French Frigate Shoals, einem Atoll der Nordwestlichen Hawaii-Inseln (USA), vor. Das Atoll hat subtropisches Klima. Im Oktober 1914 wurden ein Weibchen und ein Männchen aus zwei Raupen herangezogen, die auf der Wirtspflanze Boerhaavia tetrandra auf dem Atoll entdeckt wurden. Die Raupen wurden mit Blättern des Sommer-Portulaks (Portulaca oleracea) gefüttert und erreichten am 5. Januar beziehungsweise am 14. Januar 1915 das Puppenstadium. Am 20. Januar beziehungsweise am 8. Februar 1915 schlüpften die adulten Falter. Weitere Daten zur Lebensweise sind nicht bekannt.

## Aussterben
Die Art wurde zuletzt im Juni 1923 nachgewiesen, als während der Tanager-Expedition dreizehn weitere Exemplare und zwei Raupen gesammelt wurden. 1986 wurde Agrotis kerri in die Rote Liste der IUCN und 1989 in die Liste der ausgestorbenen Insekten des United States Fish and Wildlife Service aufgenommen. Die Gründe für das Aussterben sind nicht bekannt.